# Козминці
Козминці (словен. Kozminci) — поселення в общині Подлехник, Подравський регіон‎, Словенія.